# Березники (Пермский район)
Березники — деревня в Пермском районе Пермского края. Входит в состав Пермского муниципального округа. 

## География
Расположена в южной части района, примерно в 25 км от Перми, на правом берегу реки Кокинка (правый приток Мулянки, высота центра над уровнем моря 146 м. Ближайшие населённые пункты — Кольцово в 2 км на северо-восток, Ключи в 2,5 км на север и Мулянка в 1,5 км западнее, там же ближайшая железнодорожная станция.
До марта 2013 года входила в состав Мулянского сельского поселения Пермского муниципального района; после — в составе Лобановского сельского поселения. С упразднением поселений и реорганизацией муниципального района входит непосредственно в состав Пермского муниципального округа.

## Население
| 2010 |
| ---- |
| 23   |